# Johan Kleist
Johan Andreas Gudmand „Aavaat“ Kleist (* 2. Februar 1927 in Saarloq; † 1995) war ein grönländischer Chorleiter.

## Leben
Johan Kleist war der Sohn des Udstedsverwalters Josef Jakob Johan Gerhardt Kleist (1893–?) und seiner Frau Inger Andrea Rosa Bolette Dahl (1896–?).
Bereits in seiner Jugend gründete er in Grönland Orchester und Chöre. Er sammelte alte Lieder und ließ sie aufführen, womit er sie vor dem Vergessen bewahrte. Er war Organist in Qaqortoq und zog Anfang der 1970er Jahre nach Dänemark, wo er 1973 Leiter des bedeutenden MIK-Chors wurde, der seit 1962 von in Dänemark lebenden Grönländern besetzt wird und international auftritt. Er leitete den Chor bis 1990, als er von Walther Jensen abgelöst wurde.
Zusammen mit dem Højskolelehrer Hans L. Larsen gab er 1983 die Liedersammlung Tussiaqattaarutit in einem Text- und einem Notenbuch heraus, die in fünfzehnjähriger Arbeit entstanden war. 1993 veröffentlichten beide einen zweiten Band.
1986 erhielt er als eine von drei Personen den Preis des Seminariets Jubilæumsfond af 1970. Am 30. April 1991 wurde er mit dem Nersornaat in Silber ausgezeichnet.
Johan Kleist starb 1995 im Alter von 68 Jahren. Kurz nach seinem Tod spalteten sich einige Mitglieder des MIK-Chors ab und gründeten einen neuen Chor, der zu Johan Kleists Ehren den Namen Aavaat-Chor erhielt.